# DAF XF
Le DAF XF est un camion de la marque néerlandaise DAF. Le XF 105 remporte le prix du camion international de l'année 2007. Le camion est équipé d'un moteur de 10,8 ou 12,9 litres (PACCAR MX 11 ou 13) et d'une boîte de vitesses ZF AS Tronic ou ZF Traxon en version manuelle ou automatique.

## Description
Conçu pour les longues distances, il est disponible avec des motorisations aux normes Euro 6 allant de 290 à 530 ch,.
Il a été élu Camion International de l'Année 2007 avec 86 points. À partir de la génération 2021, les variantes à cabine plus spacieuse de la XF sont appelées XG et XG+,.
La variante militaire de la série DAF XF 95 est appelée DAF SSC. Le Commandement de la force terrestre des Forces canadiennes utilise le tracteur XF95 Tropco pour sa plate-forme de transport de chars louée à l'armée néerlandaise.

## Utilisateurs militaires
- Canada Comme transporteur de char